# Jesús Fernández Santos
Jesús Fernández Santos (Madrid, 1926 - Madrid, 1988) va ser un escriptor, guionista i director de cinema espanyol. És autor d'una extensa obra que va ser guardonada amb el Premi de la Crítica, el Premi Nadal, el Premi Planeta i el Premi Nacional de Literatura, entre d'altres.

## Biografia
La seva mare, nascuda a Valladolid va morir quan ell tenia només un any, i el seu pare va morir l'any 1936, deixant-lo orfe amb només 10 anys. Va cursar les primeres lletres amb els Germans Maristes i posteriorment, va estudiar Filosofia i Lletres a Madrid, on va conèixer Ignacio Aldecoa, Carmen Martín Gaite o Rafael Sánchez Ferlosio, amb els qui alternava en les seves tertúlies al Café Gijón.
Cinèfil i home polifacètic, va dirigir el Teatre Experimental Universitari, va participar com a actor en el Teatro Nacional de Cámara, va col·laborar en Radio Madrid, va escriure guions, va dirigir cinema i és autor d'una gran obra literària. Amb la seva primera novel·la, Los Bravos s'inscriu en la novel·la social espanyola, crítica de l'Espanya franquista, al costat d'escriptors com Juan Goytisolo, Rafael Sánchez Ferlosio i Luis Martín Santos.
Va viure a la muntanya lleonesa, en un antic molí restaurat al poble del que era oriünd el seu pare. La seva obra ha estat elogiada, entre d'altres, per César Vidal. En els seus escrits dona una imatge positiva i honrada dels cristians evangèlics, com per exemple dels mormons que apareixen en Los jinetes del alba.
Fernández Santos també fou el guionista i director d'una sèrie de més de 100 documentals sobre artistes i escriptors espanyols, i va ser crític cinematogràfic a diversos mitjans com El País.
La seva obra Extramuros, que va guanyar el Premi Nacional de Literatura, va ser portada al cinema l'any 1985 pel director Miguel Picazo. Ell mateix va adaptar i dirigir en cinema la seva obra Llegar a más (1964); L'any 1990 Vicente Aranda va dirigir la minisèrie de televisió basada en la seva novel·la Los jinetes del alba que van protagonitzar Victoria Abril, Jorge Sanz i Fernando Guillén.

## Obres

### Novel·les
- Los bravos (1954).
- En la hoguera (1957) Premi Gabriel Miró.
- Laberintos (1964).
- El hombre de los santos (1969). Premi de la Crítica de narrativa castellana.
- Libro de las memorias de las cosas (1971). Premi Nadal.
- La que no tiene nombre (1977). Premi Fastenrath
- Extramuros (1978). Premi Nacional de Literatura.
- Las puertas del Edén (1981).
- Cabrera (1981).
- Jaque a la dama (1982). Premi Planeta.
- Los jinetes del alba (1984), ambientada a Las Caldas, Oviedo.
- El griego (1985). Premi Ateneo de Sevilla.
- Balada de amor y soledad (1987).

### Relats
- La vocación (1958).
- Cabeza rapada (1958).
- Las catedrales (1970).
- Paraíso encerrado (1973).
- A orillas de una vieja dama (1979).
- Aunque no sé tu Nombre (Pòstum) (1991). Ed. Edhasa

### Assajos
- Europa y algo más (1972).
- Palabras en libertad (1982).

### Cinema
- Llegar a más (1964), dirigida per Jesús Fernández Santos.
- Extramuros (1985), dirigida per Miguel Picazo.
- Los jinetes del alba (TV) (1990), dirigida per Vicente Aranda.